# Requeixo (Chantada)
Requeixo (llamada oficialmente Santiago de Requeixo) es una parroquia española del municipio de Chantada, en la provincia de Lugo, Galicia.

## Organización territorial
La parroquia está formada por diecisiete entidades de población:

### Entidades de población
Entidades de población que forman parte de la parroquia:
- Caíbe
- Campaza (A Campaza)
- Eiravedra
- Fondoreses
- Fontela
- A Lama (A Lama)
- Lence (Alence)
- O Cabo
- O Campo
- Río
- Vila do Monte
- Vilasusá
- Viloira
- Xillán de Baixo (Xillán de Abaixo)
- Xillán de Riba (Xillán de Arriba)

### Despoblados
Despoblados que forman parte de la parroquia:
- O Pacio
- O Pereiro

## Demografía
| Gráfica de evolución demográfica de Requeixo entre 2000 y 2019 |
|                                                                |
| Datos según el nomenclátor publicado por el INE.               |